# Sphaerodactylus continentalis
Espèce

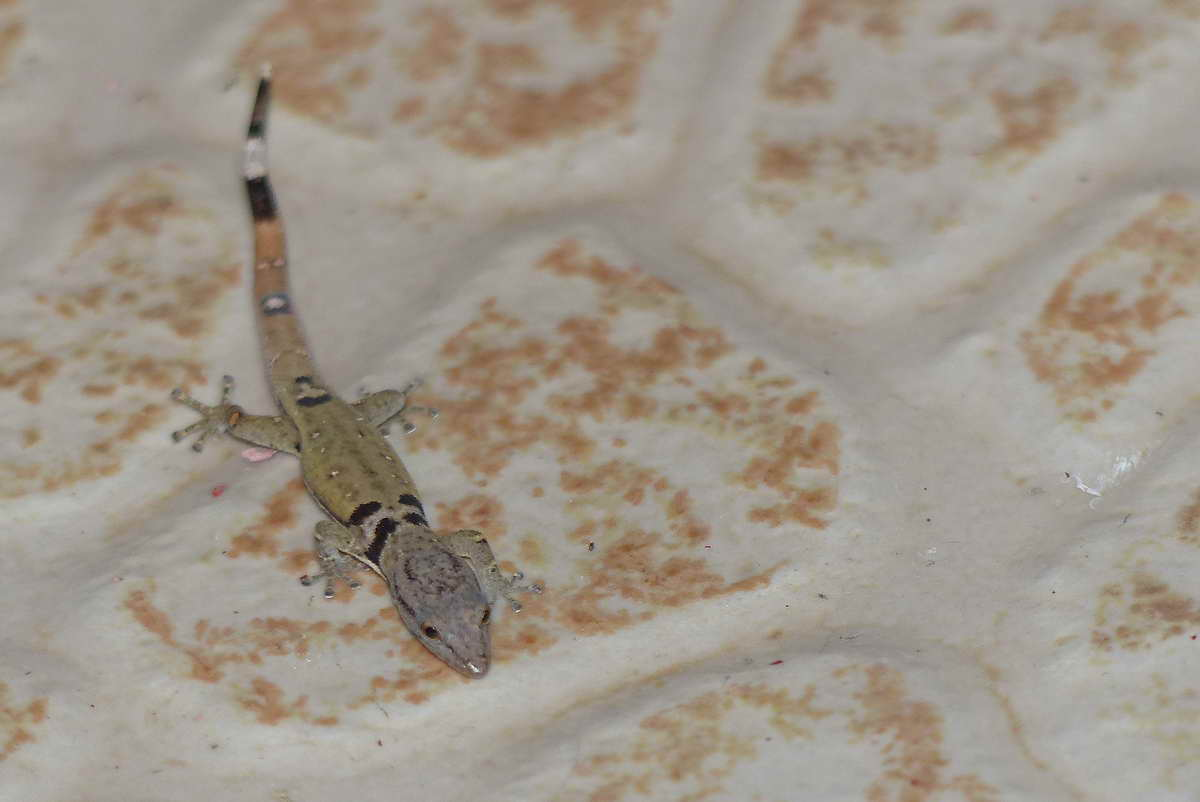

Sphaerodactylus continentalis est une espèce de geckos de la famille des Sphaerodactylidae.

## Répartition
Cette espèce se rencontre, :
- dans le sud du Mexique à l'Ouest de l'Oaxaca ;
- au Belize ;
- au Guatemala ;
- au Honduras.

## Taxinomie
Cette espèce a été relevée de sa synonymie avec Sphaerodactylus millepunctatus par McCranie et Hedges en 2012

## Publication originale
- Werner, 1896 : Beiträge zur Kenntniss der Reptilien und Batrachier von Centralamerika und Chile, sowie einiger seltenerer Schlangenarten. Verhandlungen des Zoologisch-Botanischen Vereins in Wien, vol. 46, p. 344-365 (texte intégral).